# Pedostrangalia ariadne
Pedostrangalia ariadne is een keversoort uit de familie van de boktorren (Cerambycidae). De wetenschappelijke naam van de soort werd voor het eerst geldig gepubliceerd in 1904 door Daniel K..